# 309

## Hlava státu
- Papež – Marcel I. (308–309 nebo 310) » Eusebius (309 nebo 310)?
- Římská říše – Constantinus I. (306–337) + Galerius (305–311) + Licinius (308–324) + Maxentius – uzurpátor (306–312)
- Perská říše – Hormizd II. (302–309) » Ádhar Narsé (309) » Šápúr II. (309–379)
- Kušánská říše – Šaka (305–335)